# El Sobrante, Contra Costa County, Kalifornien

För orten i Riverside County, se El Sobrante, Riverside County, Kalifornien.  
El Sobrante är en ort i Contra Costa County, i delstaten Kalifornien, USA. Enligt United States Census Bureau har orten en folkmängd på 12 669 invånare (2010) och en landarea på 7,2 km².